# Castrocielo
Castrocielo – miejscowość i gmina we Włoszech, w regionie Lacjum, w prowincji Frosinone.
Według danych na rok 2004 gminę zamieszkiwało 3749 osób, 138,9 os./km².